# One Piece: World Seeker
One Piece: World Seeker (ワンピース ワールド　シーカー) est un jeu vidéo d'action-aventure développé par Ganbarion et édité par Bandai Namco Games, sorti en mars 2019 sur Windows, PlayStation 4 et Xbox One. Le jeu a été créé à l'occasion du vingtième anniversaire du manga One Piece.

## Système de jeu
One Piece: World Seeker est un jeu d'action et d'aventure.